# NAO KIDERA
NAO KIDERA（ナオ キデラ、4月9日 - ）は日本の女性歌手。愛知県津島市出身。別名儀はNAO (PINK BABYS)。
ダンスボーカルユニット、PINK BABYSのリードシンガーである。パラレルキャリアとしてJR東日本の車内販売員として勤務。

## 人物・来歴
歌手コンテストの常連だった母親の影響で小学生から歌に目覚める。中学・高校時代は地元の公民館などでメインアクトとして出演。
高校卒業後、制服に憧れて車内販売員として勤務。六本木マハラジャなどのディスコに出演中に音楽プロデューサーの目に止まってオーディションを受ける。
新世代ユーロビート・ユニット、女性3人組のPINK BABYSのリードシンガーとして2010年にシングル「BABY WANT YOU」でデビュー。NAOの希望によって収録されたカップリング曲は「ダンシング・ヒーロー」（荻野目洋子のカバー）。同曲のライブ動画はYouTubeで21万回以上視聴されている。
2013年、ミニアルバム『EURO DREAM』を発表。NAOが作詞した「Only Tonight」は初音ミクのアルバムにも収録された。
同年5月、ソロとして参加したカバーアルバム『Sweet Breeze』（ビクターエンターテインメント）では名曲「君の瞳に恋してる」を歌い、ANA（全日空）の機内放送曲に選出されて2か月連続オン・エア。
2014年、モスクワ（ロシア）で開催されたFootball＆LIVEチャリティイベント「Art Football」にPINK BABYSとして出演し、大好評を得る。
2017年、クラブ・ユニットKey of Lifeのフィーチャリング・シンガーとして、人気アメリカ人タレントのスティーブン・ヘインズと共演。
2018年、栃木県・鬼怒川温泉の応援ソング「恋する鬼怒川」を企画し、NAO＆たむたむ（田村重信）としてデュエットCDを発売。ダンスミュージックを封印し、初めて歌謡曲に挑戦。下野新聞などに大きく掲載され、栃木放送にも出演。イオンモール等のイベントでも大評判になり、カラオケDAMに2曲収録。
同年8月、ベテランシンガー杏里のアルバム『ANRI』（アイビーレコード）のレコーディングにバックコーラスとして参加。

## 作品
・シングル「BABY WANT YOU」PINK BABYS（カップリング曲は「ダンシング・ヒーロー」カバー）
・ミニアルバム『EURO DREAM』PINK BABYS（収録曲は「Only Tonight」、「Baby Don't Cry」、「Someday」カバーなど）
・「君の瞳に恋してる」カバー　『Sweet Breeze』収録（ビクターエンターテインメント）
・「Round & Round」Key of Life feat. NAO & Steven Haynes
・「恋する鬼怒川／きぬがわ子守唄」NAO &たむたむ
・初音ミク『Lots of Love feat.初音ミク』（作詞家として参加）
・杏里「Don't Stop Dreaming [feat. Diggy-MO']  」（コーラスとして参加）
・田村重信「憲法よりも大事なもの」（コーラスとして参加）

## 出演
・六本木マハラジャ
・銀座BENOA
・Club Manhattan（前橋）
・栃木放送（ACCENT　パーソナリティー：阿久津 隆一）
・イオンモール
・Art Football（ロシア）
・LaOX アソビットシティなど